# 24976 Jurajtoth
24976 Jurajtoth este un asteroid din centura principală de asteroizi.

## Descriere
24976 Jurajtoth este un asteroid din centura principală de asteroizi. A fost descoperit pe 25 aprilie 1998 la Stația Anderson Mesa în cadrul programului LONEOS. Asteroidul prezintă o orbită caracterizată de o semiaxă mare de 2,17 ua, o excentricitate de 0,18 și o înclinație de 3,9° în raport cu ecliptica.